# چارن دونایتس
چارن دونایتس (به لهستانی:  Czarny Dunajec) یک روستا در لهستان است که در گمینا چارن دونایتس واقع شده‌است. چارن دونایتس ۲۱٫۷۲ کیلومتر مربع مساحت و ۳٬۵۰۱ نفر جمعیت دارد.